# Rip Tide
Rip Tide es una película australiana protagonizada por Debby Ryan, Genevieve Hegney, Andrew Creer y Naomi Sequeira. Fue estrenada mundialmente el 14 de septiembre de 2017 y más adelante por la plataforma Netflix.

## Sinopsis
Cora Hamilton (Debby Ryan) es una modelo estadounidense de 18 años que se muda a un pueblo costero de Australia después de hacerse viral un vídeo ridículo sobre ella. Al principio se siente sola, pero pronto es aceptada, se enamora y hace nuevos amigos. Es entonces cuando tendrá que decidir si volver para retomar su carrera de modelo o quedarse.

## Reparto
- Debby Ryan - Cora Hamilton
- Genevieve Hegney - Margot
- Andrew Creer - Tom
- Naomi Sequeira -
- Valerie Bader - Bee
- Aaron Jeffery - Owen
- Jeremy Lindsay Taylor - Caleb
- Danielle Carter - Sofia
- Marcus Graham - Farriet
- Kimie Tsukakoshi - Lily
- Sophie Gray - Demi
- Avani Farriss - Cora de pequeña
- Rebecca Montalti - Phoebe
- Suzanne Dudley - Judith
- Georgina Symes - Morgana Fezzari
- Miritana Hughes - Frank
- Janice Oxenbould - Beryl
- Rosie Lourde - Piloto